# 白本彩奈
白本 彩奈（しらもと あやな、2002年（平成14年）5月14日 - ）は、日本の女優、モデル、元子役。
埼玉県出身。トップコート所属。

## 略歴
3歳で芸能界デビュー。
2012年1月期フジテレビ系木曜劇場『最後から二番目の恋』でゴールデンプライムタイムの連続ドラマに初めてレギュラー出演。
2014年5月3日公開映画『悪夢ちゃん The 夢ovie』で映画初出演。
2017年、Amazonプライム・ビデオにて配信された特撮ドラマ『仮面ライダーアマゾンズ・シーズン2』でヒロイン・イユ役に抜擢され、注目を浴びる。
2018年5月12日公開の前述のAmazonプライム・ビデオ作品の劇場用総集編となった映画『劇場版 仮面ライダーアマゾンズ Season2 輪廻』でヒロイン役を務め、映画で初めてヒロイン役を務める。同年8月18日公開のアニメーション映画『アラーニェの虫籠』で声優初挑戦。
2019年6月28日から30日までさいたま芸術劇場小ホールにて行われた舞台『海賊と山賊 第二章』で舞台初出演。
2020年1月11日にNHK BSプレミアムにて放送のスーパープレミアム『山本周五郎ドラマ さぶ』で地上波テレビドラマで初めてヒロイン役を務める。
2024年3月31日をもって13年間所属した「GMBプロダクション」を退所し、4月1日より芸能事務所「トップコート」に移籍。同年2月に第74回ベルリン国際映画祭で上映されて世界的に注目を浴び8月23日に日本で劇場公開された『箱男』で、200人近い候補者の中からオーディションで抜てきされヒロイン役を務めた。

## 人物
- ベラルーシ人の母と日本人の父を持つハーフで[15]、両親の影響もあり、日本語のほかに英語、ロシア語も日常会話程度に話せる[3]。忘れないためもあり、海外映画は英語音声で見ることが多い[3]。地毛および両目の瞳の色は茶色。ベラルーシに居住したことはないが、母方の両親がいる関係で年に一度は訪れている[16]。
- 好きな食べ物は、ホルモン[2]。
- ドラマ『最後から二番目の恋』において親子役で共演した中井貴一を実際の父のように慕っている。仕事以外で会うことはないが、悩み相談などで頻繁に電話やメールで連絡し合う仲である[17]。また、同ドラマ自体も「絶対に女優の道から外れない」と決意した作品となっている[7]。
- アイドルではないことを理由に、テレビ番組では交際中の男性がいることを公言したこともある[18]。

## 出演
太字はメインキャラクター

### テレビドラマ
- 鳳神ヤツルギ2（2012年1月7日 - 3月24日、千葉テレビ） - 天海歩美 役
- 最後から二番目の恋（2012年1月12日 - 3月22日、フジテレビ） - 長倉えりな 役
  - 最後から二番目の恋 2012秋（2012年11月2日）
  - 続・最後から二番目の恋（2014年4月17日 - 6月26日）[19]
  - 続・続・最後から二番目の恋（2025年4月14日 - 6月23日）[20][21]
- 悪夢ちゃん（2012年10月13日 - 12月22日、日本テレビ） - 小泉綾乃 役
  - 悪夢ちゃん スペシャル（2014年5月2日）
- 牙狼-GARO- 〜闇を照らす者〜 第2話 - 第21話（2013年4月12日 - 8月23日、テレビ東京） - 女神像の少女 役
- 潜入探偵トカゲ 第1話（2013年4月18日、TBS） - 柏原春菜 役
- コドモ警視 第4話（2013年2月12日、MBS） - 桐野麗子 役
- 動物戦隊ジュウオウジャー 第14話（2016年5月15日、テレビ朝日） - 不破まりん 役
- 科捜研の女 season17 第11話（2018年2月1日、テレビ朝日） - 三島百果 役
- 魔法×戦士 マジマジョピュアーズ! 第11話（2018年6月10日、テレビ東京） - 蝶野ミドリコ 役
- 相棒 season17 第12話（2019年1月23日、テレビ朝日） - 円山二葉 役
- 我が家のヒミツ 第1話（2019年3月3日、NHK BSプレミアム） - 山本由佳 役
- 山本周五郎ドラマ さぶ（2020年1月11日、NHK BSプレミアム） - ヒロイン・おすえ 役[11]
- GO HOME〜警視庁身元不明人相談室〜 第6話（2024年8月24日、日本テレビ） - キイちゃん 役[22]
- 江戸川乱歩原作 名探偵・明智小五郎「黒蜥蜴」（2024年9月29日、BS-TBS・BS-TBS 4K） - 岩瀬早苗 役[23]
- ザ・トラベルナース 第4話（2024年11月7日、テレビ朝日） - 四宮咲良 役[24]
- 月刊 松坂桃李「何もきこえない。」（2024年12月15日、WOWOW） - サツキ 役[25]
- 俺の話は長い 〜2025・春〜（2025年3月30日・4月6日、日本テレビ）- 入江柚葉 役[26]

### ウェブドラマ
- 仮面ライダーアマゾンズ シーズン2（2017年4月、Amazon Prime Video） - ヒロイン・イユ 役[27]
- ガンダムビルドリアル 第3話（2021年5月31日、BANDAI CHANNEL） - 宮内麗華 役[28]
- 晴れたらいいね（2025年1月10日、Amazon Prime Video） - 平田彩里 役[29][注 1]

### 映画
- 悪夢ちゃん The 夢ovie（2014年5月3日、東宝） - 小泉綾乃 役[6]
- 劇場版 仮面ライダーアマゾンズ Season2 輪廻（2018年5月12日、東映） - ヒロイン・イユ 役[8] ※前述のAmazonプライム・ビデオ作品の劇場用総集編
- 銀幕彩日（2021年制作・2022年7月30日、ゆうばり国際ファンタスティック映画祭にて公開） - ヒロイン・秀子 役
- ひとつの空（2024年6月22日、ボーダレスナイン / PEEPS） - 新堂愛羅 役[31][32]
- 箱男（2024年8月23日、ハピネットファントム・スタジオ）- ヒロイン・戸山葉子 役[33][34]
- 秒速5センチメートル（2025年10月10日公開予定、東宝） - 砂坂翔子 役[35]

### 劇場アニメ
- アラーニェの虫籠（2018年8月18日、プレシディオ） - 奈澄葉 役[9]

### テレビ番組
- ディズニータイム ディズニー謎解き団（2011年、テレビ東京）
- ニュース少年探偵団 （2013年、BS-TBS）
- すイエんサー（2015年3月31日 - 2018年3月27日 、NHK Eテレ） - MC
- おはスタ（2015年4月6日 - 2016年4月1日 、テレビ東京） - おはガール
  - ゲスト出演（2020年9月7日[注 2]）
- ワイドナショー（2018年 - 2022年5月15日、フジテレビ） - ワイドナ現役高校生→ワイドナティーンとして最多26回不定期出演。20歳となった2022年5月15日放送分は27回目の出演となり、番組卒業記念でレポーター役もこなした[36]。

### ラジオ番組
- MAGICAL SNOWLAND（2020年10月3日 - 、NACK5） - パーソナリティ

### 舞台
- 海賊と山賊 第二章（2019年6月28日 - 30日、さいたま芸術劇場小ホール） - 伊吹伽羅 役[10]
- DECADANCE -太陽の子-（2020年1月24日 - 2月1日、EX THEATER ROPPONGI / 2月8日・9日、森ノ宮ピロティホール） - ヒロイン・アンナ 役
- 舞台『地獄楽』（2023年2月16日 - 26日、ヒューリックホール東京） - ヒロイン・山田浅ェ門佐切 役
  - 舞台『地獄楽-終の章-』（2024年2月15日 - 18日、シアター1010 / 2月23日 - 25日、COOL JAPAN PARK OSAKA TTホール）[37]

### CM
- Cygames「グランブルーファンタジー」（2015年）
- しまむら「洗ってさらさら夏ゆかた」（2017年）[38]
- Pantene「#この髪どうしてダメですか」（2019年） - スチールモデル
- コカ・コーラ（2019年）
- ヤマダデンキ 新生活応援キャンペーン「知らなかった」（2021年）
- 日本マクドナルド ビーフシチューパイ「パイは、愛だ。」篇（2021年）
- ユニリーバ LUX バスグロウ「ぷるぷるゼリー」篇（2024年）

### 雑誌
- Disney FAN（2010年1月号、講談社）
- TVガイド（2011年・2012年1月・10月、東京ニュース通信社）
- BOMB（2011年1月号、学研パブリッシング）
- Audition（2011年2月号、白夜書房）
- TV station（2012年2号・23号、ダイヤモンド社）
- TVぴあ（2012年、ぴあ出版）
- TV LIFE（2012年、学研パブリッシング）
- ザテレビジョン（2012年、角川マガジンズ）
- なかよし（2012年、講談社）
- キラピチ（2013年 - 2016年4月号、学研プラス） - 専属モデル

### ミュージックビデオ
- GANG PARADE「ブランニューパレード」（2019年） - あやみ 役
- Lunakate「START LINE」（2019年）